# Boyshorts

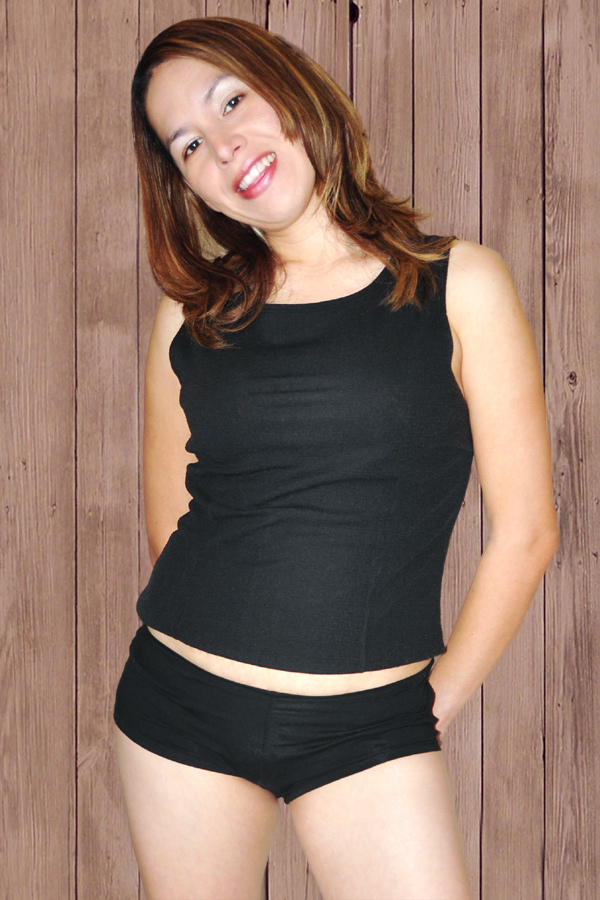
Mulher vestindo um boyshorts preto.

Boyshorts (ou Boy shorts) é uma roupa íntima utilizada pelas mulheres que percorre todo o quadril, nomeada pela sua semelhança na aparência com a cueca boxer utilizada pelos homens, que em si é uma variação da cueca samba-canção. Alguns boyshorts até se assemelham à cueca masculina, completos com aberturas e guarnição de contraste. Ao contrário das cuecas, no entanto, este estilo tem geralmente um corte menor e é projetado para caber e lisonjear a figura de uma mulher. Os boyshorts muitas vezes cobrem a maior parte da área das nádegas, assim mantendo o máximo de privacidade enquanto continua a ter conforto.
Os boyshorts tornaram-se uma escolha popular, uma vez que evitam exibir uma visível e proeminente linha de calcinha, e são uma alternativa modesta e confortável a tangas e calcinhas convencionais. Eles também são popularmente combinados com uma camisola top e usado como loungewear. Misturas de spandex e algodão e rendas são os materiais mais populares para os boyshorts.
O termo boyshorts também pode se referir a trajes de banho no mesmo estilo.